# 山田優梨菜
山田 優梨菜（やまだ ゆりな、1996年7月12日 - ）は、日本の元女子スキージャンプ選手である。2014年ソチオリンピック日本代表。

## 略歴

### 中学卒業まで
長野県北安曇郡小谷村出身。1歳7ヶ月で1998年長野オリンピックを観戦して原田雅彦に憧れるようになる。
小学3年生の時、スキークラブに入りスキージャンプ競技を始め、2008/09シーズンの小学6年時に、コンチネンタルカップ蔵王大会（ 日本）に初出場、28位でポイントを得る。
2009年4月、小谷村立小谷中学校に入学。このシーズンより全日本スキー連盟ジュニア強化選手に指定される。2年時にジュニア世界選手権オテパー大会（ エストニア）に出場し個人30位。3年時の2011/12シーズンに、この年から始まった女子ワールドカップにヒンターツァルテン大会（ ドイツ）から出場、1戦目はスキーの長さで失格となったが2戦目は16位に入りポイントを得る。ジュニア世界選手権エルズルム大会（ トルコ）団体戦では同学年の高梨沙羅らとともに金メダルを獲得する。3月9日に行われた全日本ジュニアスキー選手権大会を中学生で制する。

### 高校時代
2012年4月、長野県白馬高等学校に進学。1年次の2012/13シーズン、1月4日にワールドカップショーナッハ大会（ ドイツ）での練習中に転倒し、左膝を痛めた。診断の結果靱帯断裂で以後同シーズン中の試合は欠場した。この際には手術を選ばず、筋力強化でリハビリを行った。
2013/14シーズンのサマーグランプリより復帰し、9月21日のアルマトイ大会（ カザフスタン）で3位に入る。2014年1月、ソチオリンピック女子スキージャンプ国別出場枠を3枠獲得した日本において、前シーズン以降のグランプリとワールドカップの総合成績で日本選手3番目であったことから、オリンピック代表に初選出された。2月11日、ソチオリンピック（ ロシア）に出場したが30選手中30位に終わった。競技後、「出られなかった人がたくさんいるのに、こんなジャンプしかできなくて悔しい」「ビリだったけど4年後はトップになれるように成長するので見ていてください」とコメントした。この年のジュニア世界選手権ヴァル・ディ・フィエンメ大会（ イタリア）団体戦では再び金メダルのメンバーとなった。
2014/15シーズンは冬季よりワールドカップを転戦し、ジュニア世界選手権アルマトイ大会（ カザフスタン）では団体3位のメンバーとなる。世界選手権ファールン大会（ スウェーデン）の代表に選出されたが出場機会がなかった。帰国後3月13日に行われた全日本ジュニアスキー選手権大会では2位に30点以上の差をつけ圧勝する。

### 大学以降
2015年4月、早稲田大学スポーツ科学部に進学し、スキー部に所属する。2016年1月に受けた左膝の手術の経過不良により選手生命を絶たれることとなる。
2019年4月、スポーツ選手のセカンドキャリアの研究のため順天堂大学大学院に進学し、在学中よりパーソルキャリアの入社内定者としてアスリートキャリア支援プロジェクトに参画する。

## 主な競技成績

### 冬季オリンピック
- 2014年ソチオリンピック（ ロシア）
  - 女子個人ノーマルヒル 30位

### 世界選手権
- 2015年ファールン大会 ( スウェーデン)
  - 代表に選出されたが競技出場は無し。

### ジュニア世界選手権
- 2011年オテパー大会（ エストニア）
  - 個人 30位
- 2012年エルズルム大会（ トルコ）
  - 個人 11位
  - 団体 優勝 (伊藤有希、山田優梨菜、岩渕香里、高梨沙羅)
- 2014年ヴァル・ディ・フィエンメ大会（ イタリア｝
  - 個人 40位
  - 団体 優勝 (伊藤有希、岩佐明香、山田優梨菜、高梨沙羅)
- 2015年アルマトイ大会（ カザフスタン）
  - 個人 11位
  - 団体 3位（丸山希、山田優梨菜、大井栞、勢藤優花）

### ワールドカップ
- 最高成績 10位（2012年3月4日、蔵王）

| シーズン | 順位 | ポイント |
| -------- | ---- | -------- |
| 2011/12  | 37.  | 45       |
| 2012/13  | 45.  | 21       |
| 2013/14  | 52.  | 14       |
| 2014/15  | 40.  | 16       |

### サマーグランプリ
- 最高成績 3位（2013年9月21日、カザフスタン・アルマトイ）

| シーズン | 順位 | ポイント |
| -------- | ---- | -------- |
| 2012     | 20.  | 042      |
| 2013     | 08.  | 150      |

### コンチネンタルカップ
- 最高成績 4位（2012年2月18日、チェコ・リベレツ）

| シーズン | 順位 | ポイント |
| -------- | ---- | -------- |
| 2008/09  | 77.  | 06       |
| 2009/10  | 59.  | 07       |
| 2010/11  | 75.  | 09       |
| 2011/12  | 30.  | 50       |

### 国内大会
- 2010年12月25日 FISCHER CUP　第14回朝日ノルディックスキー大会女子組：優勝
- 2010年12月28日 第26回全道ノルディックスキー競技大会女子組：優勝
- 2012年3月9日 平成23年度JOCジュニアオリンピックカップ2012全日本ジュニアスキー選手権大会女子組：優勝
- 2015年3月13日 平成26年度JOCジュニアオリンピックカップ2015全日本ジュニアスキー選手権大会女子組：優勝